# Blastobasis coenomorpha
Blastobasis coenomorpha é uma espécie de mariposa do gênero Blastobasis pertencente à família Coleophoridae.